# تریپاله
تریپاله (به ایتالیایی: Tripalle) یک منطقهٔ مسکونی در ایتالیا است که در Crespina Lorenzana واقع شده‌است. تریپاله ۱۲۴ نفر جمعیت دارد و ۷۹ متر بالاتر از سطح دریا واقع شده‌است.